# Grand sénéchal de Suède
Pour les articles homonymes, voir Sénéchal.
Le grand sénéchal de Suède (riksdrots ou simplement drots en suédois) est l'un des principaux officiers du royaume de Suède. Il est membre du Conseil du royaume de Suède (sv) et fait partie des cinq grands officiers du royaume de Suède (sv) au XVIIe siècle.

## Liste des Grands sénéchaux de Suède
- 1311-1314 : Knut Jonsson Aspenäsätten (sv)
- 1314-1318 : Johan von Brunkow (sv)
- 1318-1319 : Mats Kättilmundson
- 1322-1333 : Knut Jonsson Aspenäsätten (sv)
- 133?-133? : Gregers Magnusson (sv)
- 1344-1351 : Nils Turesson Bielke (sv)
- 1371-1386 : Bo Jonsson Grip
- 1435-1442 : Krister Nilsson Vasa (sv)
- 1569-1590 : Per Brahe l'Aîné
- 1590-1595 : Nils Gyllenstierna (sv)
- 1602-1607 : Mauritz Stensson Leijonhufvud (sv)
- 1612-1633 : Magnus Brahe (sv)
- 1634-1640 : Gabriel Gustafsson Oxenstierna
- 1640-1680 : Per Brahe le Jeune
- 1680-1684 : Magnus Gabriel De la Gardie
- 1787-1809 : Carl Axel Wachtmeister (sv)